# Дуейн Хопвуд
«Дуейн Хопвуд» — кінофільм 2005 року. У головних ролях — Девід Швіммер та Джанін Гарофало. В Україні  фільм також відомий під назвою «Каяття».

## Сюжет
Раніше в Дуейна Хопвуда було практично все, чого може бажати сучасний 30-річний чоловік: у нього була дружина Лінда, були дві дочки, було багато друзів, багато захоплень. Але Дуейн втратив дружину — вона пішла від нього, і у неї тепер є інший коханий чоловік, майже втратив дочок — вони живуть з Ліндою і бачать батька час від часу, втратив друзів — за виключенням одного-двох старих приятелів, інші відвернулись від Хопвуда, а через всі захоплення у нього залишилась лише пляшка віскі. Щастя Дуейна зруйнував саме алкоголізм. Так, він не валяється в брудному підворітті, і руки у нього не трясуться, і про чарку він не думає кожну вільну хвилину, однак наступає момент, коли Хопвуд повинен глянути правді у вічі і відповісти самому собі на питання: "А чи дійсно я хочу поліпшити своє життя?.."